# Cordes-Tolosannes
Cordes-Tolosannes é uma comuna francesa na região administrativa de Occitânia, no departamento de Tarn-et-Garonne. Estende-se por uma área de 15,77 km². Em 2010 a comuna tinha 358 habitantes (densidade: 22,7 hab./km²).